# Baugy (Oise)
Baugy – miejscowość i gmina we Francji, w regionie Hauts-de-France, w departamencie Oise.
Według danych na rok 1990 gminę zamieszkiwały 233 osoby, a gęstość zaludnienia wynosiła 32 osoby/km² (wśród 2293 gmin Pikardii Baugy plasuje się na 766. miejscu pod względem liczby ludności, natomiast pod względem powierzchni na miejscu 667.).